# Mehmet Shehu
Mehmet Shehu (10. ledna 1913, Çorrush, Albánie – 17. prosince 1981, Tirana, Albánie) byl albánský komunistický politik, bývalý albánský premiér v letech 1954 – 1981 a účastník albánského partyzánského boje za druhé světové války.

## Biografie
Shehu studoval v Tiraně; svá studia zde dokončil v roce 1932. Poté, co vystudoval, však nemohl najít v Albánii uplatnění, a tak se odstěhoval do Itálie, kde získal stipendium na Vojenské akademii v Neapoli. Za své komunistické postoje však byl ze školy v roce 1936 vyloučen. Poté odešel do Španělska bojovat v tamní občanské válce. Stal se členem španělské komunistické strany. Po roce 1939 byl Shehu zatčen ve Francii.
Shehu byl během partyzánského boje vynikajícím stratégem, díky němuž dokázali partyzáni dostat na svojí stranu značné množství albánského obyvatelstva. Díky tomu se velmi rychle dostal v albánské komunistické straně do vysokých pozic. Od roku 1943 byl Shehu členem Ústředního výboru PPSH. Od konce druhé světové války, kdy Albánská strana práce v zemi převzala moc, byl Shehu blízkým spolupracovníkem Envera Hodži. Po dlouhou dobu existence komunistické Albánie byl Shehu druhým nejmocnějším mužem v zemi právě po Enveru Hodžovi. Byl také považován za Hodžova pravděpodobného následníka. Kromě své pozice předsedy Rady ministrů (tj. de facto premiéra[zdroj?]), byl Shehu také ministrem vnitra, a ovládal tajnou policii Sigurimi. Spolu s Hodžou připravoval Shehu spojenectví Albánie s Čínskou lidovou republikou, které se odehrávalo v 60. a 70. letech 20. století.
Po jeho smrti byl označen Hodžovým režimem za zrádce národa a jeho příbuzní, včetně rodiny, byli pozatýkáni.